# Střička

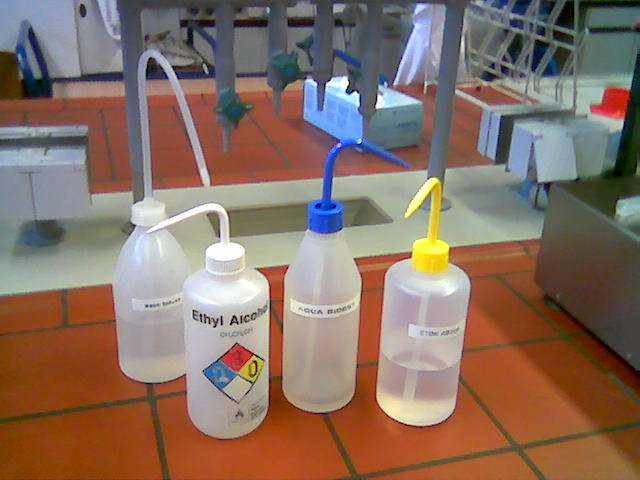
Střičky

Střička je druh laboratorního vybavení. Jde o nádobku se zahnutou plastovou nebo skleněnou trubičkou, procházející vzduchotěsně uzávěrem a sahající až ke dnu. Vnější strana trubičky je zahnutá a na konci zúžená. Nádobka je plastová, aby se dala stlačit rukou.
Střička slouží jako příruční středně velký zásobník vody nebo jiné (ne příliš těkavé) kapaliny k rychlému nadávkování, většinou rozpouštědla, např. pro promývání při filtraci, mytí laboratorního skla, apod.